# Necydalis rudei
Necydalis rudei là một loài bọ cánh cứng trong họ Cerambycidae.